# Хауард Хесеман
Хауард Хесеман (енгл. Howard Hesseman; Лебанон, 27. фебруар 1940 — Лос Анђелес, 29. јануар 2022) био је амерички филмски, позоришни и телевизијски глумац.
Глумио је ди-џеја др Џонија Февера у серији ВКРП у Синсинатију, капетана Пита Ласарда у Полицијској академији 2: Њихов први задатак, Сема Ројера у серији Један по један дан и школског учитеља Чарлија Мура у серији Head of the Class. Остварио је улоге и у филмовима Навигаторов лет (1986), Све о Шмиту (2002), Човек из града (2006),  Све о Стиву (2009), Ноћ вештица 2 (2009).